# Nit infernal
Nit infernal (títol original en anglès: Nothing But the Night) és una pel·lícula fantàstica anglesa de Peter Sasdy estrenada el 1973. La protagonitzen Christopher Lee, el seu company habitual Peter Cushing, i Diana Dors. Ha estat doblada al català.

## Argument
Encara que tres donants de la fundació Van Traylen hagin estat trobats mort en el mateix trimestre, la policia conclou una sèrie de suïcidis. Però la investigació reneix quan intervé un ben curiós accident de bus, en el qual es trobaven els tres últims donants, així com una trentena d'orfes. Per al Coronel Bingham, encarregat de la investigació, el que sembla, a més a més, el més incomprensible, és que el xofer hagi mort cremat, tot i que no s'ha calat cap foc al vehicle. Pel que fa al Dr. Ashley, aportarà la seva contribució a la investigació apel·lant a l'hipnotisme...

## Repartiment
- Christopher Lee (Coronel Charles Bingham)
- Peter Cushing (Sir Mark Ashley)
- Diana Dors (Anna Harb)
- Georgia Brown (Joan Foster)
- Keith Barron (Dr. Haynes)
- Gwyneth Strong (Mary Valleyi)
- John Robinson (Lord Fawnlee)
- Morris Perry (Dr. Yeats)
- Michael Gambon (Insp. Grant)
- Duncan Lamont (Dr. Knight)
- Shelagh Fraser (Mrs. Alison)
- Kathleen Byron (Dr. Rose)
- Geoffrey Frederick (Informatic)
- Louise Nelson (Infermera)
- Robin Wentworth (Head Porter)
- Michael Segal (1r periodista)
- John Kelland (2n periodista)
- Michael Wynne (Donald)
- Ken Watson (Jamie)
- Andrew McCulloch (Malcolm)
- Paul Humpoletz (Angus)
- Stuart Saunders (Sergent de Policia)
- Stanley Lebor (Policia)
- Michael Brennan (Deck Hand)
- Beatrice Kane (Helen Van Traylen)
- Janet Bruce (Naureen Stokes)
- Geoffrey Denton (Paul Anderson)

## Al voltant de la pel·lícula
- Nothing But the Night és la primera producció sortida de l'efímera companyia fundada per l'actor Christopher Lee, la Charlemagne Productions (que ha pres el nom pel fet que el seu llinatge arribaria a l'il·lustre Rei des Francs).